# 김민승 (축구 선수)
김민승(2005년 2월 9일 ~ )은 대한민국의 축구 선수로, 포지션은 골키퍼이다. 현재 K리그2 부산 아이파크 소속이다.

## 클럽 경력
현재 부산 아이파크의 산하 유스팀인 개성고등학교 축구부에서 준프로 계약을 통해 부산 아이파크 퓨처스에서 뛰고 있다